# 1231 Auricula
Az 1231 Auricula (ideiglenes jelöléssel 1931 TE2) a Naprendszer kisbolygóövében található aszteroida. Karl Wilhelm Reinmuth fedezte fel 1931. október 10-én, Heidelbergben.